# Boe-CFT
La prueba de vuelo tripulada de Boeing (en inglés: Boeing Crewed Flight Test, abreviado Boe-CFT o simplemente CFT) es la tercera misión orbital del Boeing CST-100 Starliner. Fue el primer vuelo con tripulación después de la realización del lanzamiento de la Starliner Boe-OFT-2, que completó su acoplamiento a la Estación Espacial Internacional en mayo de 2022 y con su regreso exitoso a tierra firme en los Estados Unidos consiguió el paso para la autorización para este primer vuelo de prueba tripulado, necesario para la certificación de vuelos tripulados de la NASA, para que la nave de Boeing pueda llevar astronautas a la ISS en un futuro. El lanzamiento inicialmente estaba planificado para octubre de 2021 y la misión se espera que pueda durar de 2 semanas a 6 meses, pero los continuos problemas que acumularon retrasos en el lanzamiento de la misión Boe-OFT-2, y en consecuencia el retraso también del lanzamiento de esta misión, actualmente prevista para abril de 2023.

## Tripulación
En un principio tres astronautas de la nasa servirían como la tripulación de la misión: el comandante Barry Wilmore, el piloto Michael Fincke, y la especialista de misión Nicole Aunapu Mann, pero esta última tripulante, debido a los continuos retrasos en el lanzamiento de la misión Boe-OFT-2, y en consecuencia en esta primera misión tripulada, la NASA en octubre de 2021 reasigno a Nicole Mann a la misión SpaceX Crew-5. Quedando vacante su asiento pendiente de una nueva asignación por parte de la NASA.
Por razones médicas Eric Boe, que había sido asignado a la misión en agosto de 2018 como piloto, fue reemplazado por Michael Fincke el 22 de enero de 2019. Boe ocupará el puesto de Fincke como asistente del jefe de Tripulación Comercial en la oficina de astronautas del Centro Espacial Johnson de la NASA. El astronauta de Boeing, Chris Ferguson había sido asignado como comandante de la nave pero terminó siendo reemplazado por el astronauta de la NASA Barry Wilmore el 7 de octubre de 2020. Ferguson citó razones familiares para su reemplazo. Matthew Dominick ocupó su puesto como comandante en la tripulación de reserva.
Finalmente después del vuelo exitoso de prueba Boe-OFT-2 en mayo de 2022, la NASA anunció que este vuelo de prueba lo realizarían dos pilotos de pruebas, astronautas de la NASA, el comandante Barry Wilmore asignado anteriormente a esta misión y la astronauta Sunita Williams que anteriormente estaba asignada a la misión Boeing Starliner-1

## Tripulación Inicial
| Puesto                   | Astronauta                            | Astronauta                            |
| ------------------------ | ------------------------------------- | ------------------------------------- |
| Comandante               | Barry Wilmore, NASA Tercer vuelo      | Barry Wilmore, NASA Tercer vuelo      |
| Piloto                   | Michael Fincke, NASA Cuarto vuelo     | Michael Fincke, NASA Cuarto vuelo     |
| Especialista de misión 1 | Nicole Aunapu Mann, NASA Primer vuelo | Nicole Aunapu Mann, NASA Primer vuelo |

| Puesto     | Miembro                | Miembro                |
| ---------- | ---------------------- | ---------------------- |
| Comandante | Matthew Dominick, NASA | Matthew Dominick, NASA |